# Álvaro Barreal
Álvaro Martín Barreal (Buenos Aires, 17 agosto 2000) è un calciatore argentino, centrocampista del Santos in prestito dal FC Cincinnati.

## Caratteristiche tecniche
È un trequartista con grande estro e una tecnica sopraffina, molto abile nei calci piazzati dato che tra le sue qualità figurano un ottimo calcio di punizione e fredezza dagli 11 metri, un'ottima grinta e un carattere combattivo lo aiutano nonostante il fisico esile a resistere agli attacchi di avversari anche più forti fisicamente di lui

## Carriera

### Club
Cresciuto nelle giovanili del Vélez Sarsfield, ha esordito in prima squadra il 3 settembre 2018 in occasione del match di campionato perso 2-1 contro il Boca Juniors.
Il 2 settembre 2020 viene ceduto al Cincinnati.

## Palmarès
- MLS Supporters' Shield: 1

FC Cincinnati: 2023